# 重铁骑
《重铁骑》（日语：重鉄騎）是由From Software开发，卡普空于2012年发行的Xbox 360游戏，游戏也是Xbox作品《铁骑》的重制版。

## 故事简介
2020年，从半导体分解出大量称为“Silicon Mold”的微生物。这种从半导体分解出的微生物影响了全世界，计算机亦因为此微生物的影响而全部失灵。这种致命微生物的出现，使人类陷入了史无前例的文化大灾难。与此同时，某个亚洲大国收藏了大量过去所使用的近代武器，由于这些武器无需计算机操控依然活动，该国家利用这些低科技含量的武器，向多个西方欧洲国家发动攻势，并成功占领这些国家，第三次世界大战也由此爆发。
2082年，世界上绝大多数半导体仍笼罩在“Silicon Mold”的阴云下，计算机几乎已经消亡，人类依旧生活在水深火热之中。接着，亚洲大国向世界多个国家以“国际联合”的名义进行统治。是年某日，国联向美国发动强行登陆作战，主角妻子因战乱而死的同时，主角唯一家人女儿也与他失散了。原本是平民的他，为了参加反攻作战而从军，同时更坐上铁骑踏上战场，为了亡妻、失散的女儿，以及为了收复国土而作战。

## 评价
| 汇总媒体     | 得分   |
| ------------ | ------ |
| GameRankings | 38.54% |
| Metacritic   | 38/100 |

| 媒体       | 得分  |
| ---------- | ----- |
| G4         | 0.5/5 |
| Giant Bomb | [ 5 ] |

重铁骑由于Kinect的操作麻烦而被打上低分。游戏在评论汇总网站GameRankings上的得分为38.54%，在Metacritic上的得分为38/100。

## 脚注
1. ↑  Rubens, Alex. . G4TV. 25 June 2012  [4 July 2012]. （原始内容存档于2016-03-04）.
2. 1 2  . GameRankings.   [2012-07-14]. （原始内容存档于2019-12-09）.
3. 1 2  . Metacritic.   [14 July 2012]. （原始内容存档于2021-01-22）.
4. ↑  Rubens, Alex. . G4. 2012-06-25  [2012-06-25]. （原始内容存档于2016-08-15）.
5. ↑  Shoemaker, Brad. . Giant Bomb. 2012-06-19  [2012-06-19]. （原始内容存档于2013-02-02）.